# سعدون بن سليمان العواجي
سعدون بن سليمان العواجي هو شيخ قبيلة آل سليمان أحد أفخاذ قبيلة عنزة في نجد، ويُعد من أبرز الشيوخ والشعراء والفروسيين في أواخر القرن الثاني عشر وأوائل القرن الثالث عشر الهجري. وُلد حوالي عام 1150هـ، وتوفّي نحو 1262هـ.

## نسبه
هو سعدون بن سليمان بن سعيّد بن شعيل من ولد سليمان من ضنا بشر من قبيلة عنزة.

## حياته
تولى زعامة قبيلة آل سليمان بعد والده، وفي فترته ظهرت صراعات داخلية خاصة مع ابن عمه **شامخ العواجي**، الذي استطاع إزاحته من المشيخة وتحدّاه بشراسة حتى منع الشيخ سعدون من إدخال إبله إلى أي منهل إلا بعد اكتمال دخول أبناء القبيلة والناس.
كان شاعراً بدوياً فصيحاً، يعبّر عن المآسي الشخصية والقبائلية بكلمات قوية، ومن أشهر أشعاره قصيدته حينما عُزِل عن منصبه وكتبها إلى أبنائه:حجاب العواجي وعقاب العواجي

## قصيدة الاستنجاد بالأبناء
في حالةٍ من الذل والإهانة القاسية، بعث سعدون برسالة شعرية إلى أبنائه في الشام – عقاب وحجاب – مستنهضاً عزيمتهم لإنقاذه:
بعد قراءة الرسالة، غادرا إلى نجد، واستعادا الهيبة القبلية لوالدهما بوقف شامخ العواجي واستعادة الحكم القبلي.

## دوره العسكري والمعارك
قاد سعدون وقبيلته عدة معارك ضد قبائل شمر والتمياط، أبرزها:
- معركة مناخ ظفره حيث تغلب على غنيم بن بكر الربضا الذي رفض الوفاء بشروط التحالف مع شمر.
- معركة بيضاء النثيل، وهي أرض موطنهم، حيث تصدوا لغزوات شمر واستعادوا السيطرة عليها.
- معركة رخا، مع قوات القبائل المجاورة، وأبرز الأمثلة على بطولاته ومهارته بالقتال.

من قصائده ملفتة للانتباه قصيدة حماسية نظمها بعد نصره في مناخ ظفره.

## أبناؤه
من أبرز أبنائه:
- عقاب العواجي– فارس وشاعر، روى سيرته بشفافية، قُتل في معركة ضد قبيلة شمر عام 1253هـ.
- حجاب العواجي – شقيقه، شارك معه ومات معه في نفس المعركة.

## شعره وموروثه الثقافي
يُعرف سعدون بالعواجي بشعره الحماسي الذي يُنقل شفاهياً بين البدو حتى اليوم، خاصة مراثيه لابنيه ولأحداث القبائل. ومن أبرز قصائده مرثية عقاب وحجاب بعد مقتلهما.

## وفاته
توفي سعدون العواجي بعد وفاة أبنائه في أعقاب المعارك عام 1253هـ، ويُقدّر وفاته في حدود عام 1262هـ نتيجة الحزن وفقدانه لعز أبنائه البطلين.